# Mando Diao
A Mando Diao népszerű svéd alternatívrock-együttes, amely 1999-ben alakult meg Borlänge-ben. Legismertebb daluk a "Dance with Somebody", amelyet Magyarországon is több rádióadó játszott. Ausztriában első helyezést ért el ez a szám a toplistán. A Mando Diao főleg Németországban, Hollandiában, Japánban, Svájcban, Ausztriában és hazájában, Svédországban népszerű.
Jelenlegi tagjai: Björn Dixgård, Carl-John Fogelklau, Daniel Haglund, Patrik Heikinpieti és Jens Siverstedt.
Dixgård és Haglund korábban egy Butler nevű zenekarban játszottak, hozzájuk csatlakozott Gustaf Norén, Carl-John Fogelklau és Samuel Giers. (Norén és Giers az évek alatt kiszálltak az együttesből.) Végül megállapodtak a "Mando Diao" név mellett a tagok. Ezt a nevet Dixgård egyik álmából vették.
Az együttes Magyarországra is eljutott már, 2005-ben, 2012-ben és 2017-ben.

## Stúdióalbumok
- Bring 'Em In (2002)
- Hurricane Bar (2004)
- Ode to Ochrasy (2006)
- Never Seen the Light of Day (2007)
- Give Me Fire! (2009)
- Infruset (2012)
- Ælita (2014)
- Good Times (2017)
- Bang (2019)
- I Solnedgången (2020)